# Bulimulidae
Famille
Les Bulimulidae sont une famille de mollusques gastéropodes terrestres.

## Liste des genres
Selon ITIS (11 décembre 2020) :
- Bulimulus (en) Leach, 1814
- Drymaeus Albers, 1850
- Liguus (en) Montfort, 1810
- Naesiotus (en) Albers, 1850
- Orthalicus (en) Beck, 1837
- Rabdotus (en) Albers, 1850